# Japanoise
Il termine Japanoise (ジャパノイズ, Japanoizu) viene creato al di fuori del Giappone dalla crasi delle parole "Japan" (Giappone) e "noise" (Noise music) per classificare sotto un'unica etichetta le diverse forme della scena rumorista e di improvvisazione libera del post-industrial giapponese. 
Tale scena, che ebbe origine nei primi anni '80 e si sviluppò per tutti gli anni '90, si distingue per un forte senso di libertà musicale, tale da spingere alcuni artisti a manifestare una certa insofferenza verso la categoria Japanoise stessa, considerata troppo generica e poco rispettosa della varietà di stili adottati dai diversi musicisti. Tra le sue espressioni più note si trovano, per esempio, l'energia eccessiva e l'improvvisazione pura di gruppi come gli Hijōkaidan, la totale demolizione del punk messa in atto dagli Hanatarash o la loro successiva reincarnazione psichedelica nei Boredoms, ma anche l'elettronica da tavolo di Incapacitants e Merzbow. Le pubblicazioni di questi artisti sono spesso prodotte su nastro e in edizioni molto limitate. Gli appartenenti alla scena si prestano spesso ad innumerevoli progetto parallelo e collaborazioni con artisti giapponesi e non.
Nick Cain, della rivista The Wire, identifica nel "primato di artisti giapponesi nell'arte del rumore come Merzbow, Hijokaidan e Incapacitants" una delle principali innovazioni nel genere musicale rumorista dal 1990 ad oggi.

## Artisti Japanoise
- Acid Mothers Temple
- Astro
- Aube
- Boredoms
- C.C.C.C.
- Contagious Orgasm
- Crack Fierce
- Diesel Guitar
- Dislocation
- Dissecting Table
- Fushitsusha
- The Gerogerigegege
- Government Alpha
- Guilty Connector
- Hanatarash
- Hijōkaidan
- Incapacitants
- Killer Bug
- KK Null
- Masonna
- Melt-Banana
- Merzbow
- Mikadoroid
- Monde Bruits
- Mortal Vision
- MO*TE
- MSBR
- Nord
- NP
- Pain Jerk
- RoboChanMan
- Ruins
- S*Core
- Seed Mouth
- Solmania
- Violent Onsen Geisha